# Lauri Ihalainen
Lauri Armas Ihalainen, né le 14 mai 1947 à Pihtipudas, est un homme politique finlandais, membre du Parti social-démocrate de Finlande.

## Biographie
Ihalainen dirige la plus importante centrale syndicale finlandaise, la Suomen Ammattiliittojen Keskusjärjestö, de 1990 à 2009. 
Il est élu à l'Eduskunta lors des élections législatives de 2011 dans la circonscription électorale d'Uusimaa sous les couleurs du Parti social-démocrate.
Ihalainen est ministre du Travail du 22 juin 2011 au 29 mai 2015 dans le gouvernement Katainen, puis dans le gouvernement Stubb.